# Ataque con mortero de Dobrinja
El ataque con mortero de Dobrinja fue una masacre ocurrida a las 10:20 a. m. del 1 de junio de 1993, en Dobrinja, un suburbio al oeste de Sarajevo en Bosnia y Herzegovina. Se dispararon dos rondas de mortero desde posiciones controladas por los serbios,  impactando en un campo de fútbol donde unos jóvenes estaban jugando el primer día de la fiesta musulmana del Eid al Adha. Aproximadamente 200 personas estaban viendo el partido. Las Naciones Unidas publicaron el número oficial de muertes derivadas del ataque con mortero en 13  (las noticias en aquel momento publicaron números que iban desde 11 a 15  muertes), con 133 heridos. En ese momento fue el suceso con más muertes que involucró a civiles desde la imposición de sanciones contra la República Federal de Yugoslavia por las Naciones Unidas un año antes.